# King Edward VII
HMS King Edward VII war das Typschiff ihrer Klasse von Einheitslinienschiffen, das Anfang des 20. Jahrhunderts für die Royal Navy gebaut wurde.

## Geschichte
Die King Edward VII wurde nach König Eduard VII. benannt und am 8. März 1902 in Devonport auf Kiel gelegt, am 23. Juli 1903 vom Stapel gelassen und im Februar 1905 fertiggestellt. Noch im gleichen Monat wurde sie für den Dienst als Flaggschiff des Oberbefehlshabers der Atlantikflotte in Dienst gestellt. Zwischen 1906 und 1907 wurde sie einer Überholung unterzogen, bei der die 76-mm-Geschütze in den Aufbauten vorübergehend auf die Türme der 305-mm-Kanonen verlegt wurden. Am 4. März 1907 wurde sie in Portsmouth ausgemustert.
Am 5. März wurde die King Edward VII als Flaggschiff von Admiral Lord Charles Beresford, Oberbefehlshaber der Kanalflotte, wieder in Dienst gestellt und zwischen 1907 und 1908 erneut überholt. Dabei wurden die 76-mm-Kanonen von den Geschütztürmen sowie die 47-mm-Kanonen auf der Brücke entfernt. Am 24. März 1909 wurde die Kanalflotte zur 2. Division der Home Fleet und die King Edward VII. dementsprechend am 27. März als Flaggschiff des Vizeadmirals der Home Fleet wieder in Dienst gestellt. Von Dezember bis Februar 1910 wurde das Schiff erneut überholt und am 1. August 1911 als Flaggschiff für die 3. und 4. Division der Home Fleet wieder in Dienst gestellt.
Am 14. Mai 1912 wurde die King Edward VII in Sheerness dem dritten Kampfgeschwader der Home Fleet zugeteilt und im November 1912 ins Mittelmeer abkommandiert, wo sie als Teil eines Verbands der europäischen Großmächte Österreich, Frankreich und Deutschland an der Blockade Montenegros und an der Besetzung von Shkodra teilnahm, um Montenegro zur Abtretung der Stadt an das neu gegründete Albanien zu zwingen. Anschließend kehrte die King Edward VII wieder nach Großbritannien zurück und wurde am 27. Juni 1913 wieder in die Home Fleet aufgenommen.

### Erster Weltkrieg
Beim Ausbruch des Ersten Weltkriegs wurde die King Edward VII unter dem Kommando von Vizeadmiral Edward Bradford der Grand Fleet zugewiesen und in Rosyth stationiert. Am 6. August, einen Tag nach der Kriegserklärung Großbritanniens an Deutschland, lief die King Edward VII zusammen mit einem Teil der Grand Fleet in die Nordsee aus, um die Küste Norwegens auf der Suche nach einem deutschen Marinestützpunkt zu inspizieren. Es wurde kein solcher Stützpunkt gefunden und die Schiffe kehrten am nächsten Tag in den Hafen zurück. Am 14. August stachen die Schiffe zu Gefechtsübungen in See, bevor sie im Laufe des Tages zu Patrouillenfahrten übergingen, die bis zum 15. August dauerten.
Ende August meldete die King Edward VII, dass zwei ihrer vier 305-mm-Geschütze Risse in den Innenrohren aufwiesen, die einen Austausch erforderlich machten. Daraufhin verließ sie Scapa Flow in Richtung Devonport, um die Geschütze austauschen zu lassen. Das Schiff kehrte am 2. September zur Flotte zurück, wurde aber am 2. November zur Verstärkung der Kanalflotte abkommandiert und in Portland stationiert. Am 30. November kehrte die King Edward VII zur Grand Fleet zurück. Vom 25. bis zum 27. Dezember unternahm die King Edward VII erneut Patrouillenfahrten in der Nordsee, konnte aber in dieser Zeit keine deutschen Schiffe ausfindig machen. Am 12. Januar 1915 stach die King Edward VII zusammen mit dem 3. Schlachtgeschwader zum Geschützdrill in Richtung Orkney in See und kehrte am 15. Januar nach Rosyth zurück. Um die Ostküste zu decken und als Fernunterstützung zu fungieren, fuhren das 3. Kreuzergeschwader und die sieben Schiffe des 3. Kampfgeschwaders, darunter die King Edward VII, während des Gefechts auf der Doggerbank am 23. Januar von Rosyth aus in ein Gebiet in der Nordsee, von dem aus sie den deutschen Streitkräften den Weg abschneiden konnten. Von Mitte März bis Ende Mai patrouillierte das 3. Schlachtgeschwader in der Nordsee, ohne auf deutsche Schiffe zu stoßen. Den Rest des Jahres verbrachte die King Edward VII größtenteils im Hafen.

### Verlust
Am 6. Januar 1916 verließ die King Edward VII Scapa Flow und fuhr um die Nordküste Schottlands herum nach Belfast, wo sie überholt werden sollte. Um 10:47 Uhr traf sie auf eine Mine, die fünf Tage zuvor von dem deutschen Hilfskreuzer Möve vor Cape Wrath gelegt worden war. Die Möwe hatte sich an den britischen Patrouillen vorbeigeschlichen und 252 Minen gelegt. Durch die Explosion begann die King Edward VII 8° nach Steuerbord zu krängen. Kapitän Crawford Maclachlan befahl Ruder hart Steuerbord, um die Küste zu erreichen, wo man das Schiff notfalls stranden konnte. Da das Ruder jedoch blockierte und die Maschinenräume überflutet waren, war dies nicht möglich. Die Gegenflutung reduzierte die Schlagseite zwar auf 5°, aber der Versuch, das Schiff mit dem Collier Princess Melita und der Kempenfelt abzuschleppen, schlug bei rauer werdender See und starkem Wind fehl. Schließlich nahm sie eine Schlagseite von 15° an, sodass man beschloss, das Schiff aufzugeben.
Der Zerstörer Musketeer ging um 14:45 Uhr längsseits und nahm zusammen mit den Zerstörern Fortune, Marne und Nessus die Besatzung an Bord. Die Fortune, Marne und Musketeer liefen aus, um die Besatzung in den Hafen zu bringen, während die Nessus mit Kapitän Maclachlan an Bord bis 17:20 Uhr mit Schleppern, die zur Unterstützung eingetroffen waren, vor Ort blieb. Gegen 20:10 Uhr kenterte die King Edward VII und begann neun Stunden nach der Explosion zu sinken. Bei der geordneten Evakuierung des sinkenden Schiffes war nur ein Menschenleben zu beklagen.

## Technik
Das Schiff hatte eine Gesamtlänge von 138,30 m, eine Breite von 22,90 m und einen Tiefgang von 7,82 m. Die Verdrängung lag zwischen 15.835 t und 17.567 t.

### Antrieb
Die King Edward VII war mit zwei Vierzylinder-Verbunddampfmaschinen ausgestattet, die jeweils eine Welle antrieben und insgesamt 18.000 PS (13.239 kW) entwickelten, mit der sie eine Höchstgeschwindigkeit von 18,5 Knoten (34 km/h) erreichte. Der Dampf wurde von zehn Babcock-&-Wilcox-Kesseln geliefert. Die Besatzung des Schiffes bestand aus 777 Offizieren und Mannschaft.

### Bewaffnung
Die Hauptbewaffnung bestand aus vier 305-mm-Geschützen in Zwillingstürmen vor und hinter den Aufbauten und vier 234-mm-Geschützen in Einzelgeschütztürmen innerhalb der gepanzerten Zitadelle, zwei auf jeder Breitseite. Die Sekundärbewaffnung bestand aus zehn 152-mm-Geschützen in Kasematten, fünf auf jeder Breitseite. Zum Schutz gegen Torpedoboote waren vierzehn 76-mm-Geschütze sowie vierzehn 47-mm-Schnellfeuergeschütze installiert. Außerdem besaß das Schiff fünf 450-mm-Torpedorohre, eines im Heck unter Wasser und zwei auf jeder Breitseite über Wasser.

### Panzerung
Die Panzerung basierte im Allgemeinen auf der Bulwark-Klasse, jedoch mit Änderungen, um die durchgehende Batterie auf dem Hauptdeck anstelle der separaten Kasematten für die 152-mm-Geschütze anzupassen. Der Panzergürtel des Schiffes bestand aus 229-mm-Krupp-Zementstahl und reichte mittschiffs von etwa 7,62 m vor der vorderen Barbette bis zur achteren Barbette, wo er in 203- bis 305-mm-Querschotten endete. Vor dem Gürtel verringerte sich die Dicke bis zum Bug auf 50-mm-AHS-Stahl. Hinter dem Hauptgürtel bestand die Panzerung aus 50-mm-Nickelstahl, der über die gleiche Breite wie der Hauptgürtel verlief und sich über eine Länge von 36 m zum Heck hin erstreckte. Die Türme der 305-mm-Geschütze waren mit 203 bis 305 mm und die Türme der 234-mm-Kanonen mit 127 bis 229 mm dicken Panzerplatten geschützt. Die Barbetten mit einer Innenfläche von 152 mm waren oberhalb 304 mm und unterhalb des Hauptdecks 203 mm dick. Die Kasematten für die 152-mm-Geschütze waren durch 178 mm dicke Panzerung geschützt. Der Kommandoturm war rundherum mit 305 mm gepanzert. Die zwei gepanzerten Decks waren 25 bis 64 mm dick.